# 厚单腰带虫
厚单腰带虫（学名：Monozonium pachystylum）为门孔虫科单腰带虫属的动物。分布于印度洋以及中国东海等海域。